# Hit the Road Jack
«Hit the Road Jack» es una canción escrita por el artista de R&B Percy Mayfield.
La versión grabada por el pianista Ray Charles llegó al número uno de la lista de ventas en octubre de 1961, permaneciendo en él durante dos semanas.
La canción es un diálogo entre Ray Charles y The Raelettes, el coro femenino liderado por Marjorie Hendricks. Precisamente esta última se encarga de rechazar con una contundente voz las súplicas de Charles: “No more, no more, no more”. Y le repite diciéndole que como no tiene dinero, ya no le sirve.

## Reconocimiento
En 1961 Ray Charles recibió el Grammy a la mejor grabación de R&B por «Hit the Road Jack». 
La revista Rolling Stone puso a la canción en el puesto número n.º 387 en su lista de «las 500 mejores canciones de todos los tiempos».
«Hit the Road, Jack» es la sintonía de apertura de la serie de televisión Infelices para siempre.
Su canción aparece en Just Dance 2016.
Asimismo, un fragmento de esta aparece en la película Deadpool de 2016. Así como en la apertura y los créditos finales de El Espíritu de Bridge Hollow The Curse of Bridge Hollow de 2022

## Versiones
- The Animals (1966)
- Big Youth – hizo una versión reggae de la canción en 1976, en su álbum Hit the Road Jack, la incluyó en su álbum Natty Universal Dread 1973–1979.
- Monica Zetterlund – versión sueca con el título de "Stick iväg Jack" y traducida por Beppe Wolgers.
- The Stampeders por Wolfman Jack (1970)
- Suzi Quatro (1970)
- The Residents (1987)
- Buster Poindexter (1989)
- Tokyo Ska Paradise Orchestra (1990 - Ska Para Toujou)
- Willy Crook (2000 - Versiones)
- Hermes House Band (2004)
- Miyavi (2005 – en vivo)
- Basement Jaxx (2006)
- Tic Tac Toe (2006)
- Mo' Horizons (en portugués "Pé Na Estrada")
- The Easybeats
- Renee Olstead - en el álbum Skylark, de 2009
- Daniel Brühl, en la película The Pelayos (2012)
- Melanie Martinez, en su primera actuación en directo en The Voice (Estados Unidos) hizo una versión jazz
- Purahei Soul (2013)
- Pentatonix (2013) - Hizo una versión mix de Hit the Road Jack y Hey Momma
- Coralinas (2013) - Versión coral Uruguaya.
- Nick Waterhouse (2013) - [Live from Daryl's House #58-12]
- Throttle (2017)
- Wolfgang Lohr (2017) - Versión electro swing con voces de Maskarade
- Grandpa Joe (2021)